# Stinica
Stinica (italsky Stinizza) je malá vesnice a přímořské letovisko v Chorvatsku v Licko-senjské župě, spadající pod opčinu města Senj. Nachází se pod pohořím Velebit, asi 39 km jižně od Senje. V roce 2011 zde trvale žilo 73 obyvatel. Počet obyvatel zde, podobně jako u jiných vesnic v této oblasti, výrazně klesá, např. v roce 1900 žilo ve Stinici 1 345 obyvatel a v roce 1961 ještě 652.
Stinica je známá především díky tomu, že je zde trajektový přístav Mišnjak, který slouží ke spojení s ostrovem Rab. Stinicí též prochází silnice D405, která slouží ke spojení silnice D8 s přístavem.
Sousedními vesnicemi jsou Jablanac, Prizna a Starigrad.